# Herkules I Grimaldi
Hercules Grimaldi, senior Monako, markiz de Campagna (ur. 24 września 1562, zm. 29 listopada 1604), senior Monako od 17 maja 1589 do 29 listopada 1604, syn seniora Honoriusza I Grimaldi i damy Izabeli Grimaldi.

## Dzieciństwo i młodość
Jego rodzicami byli Honoriusz I Grimaldi, senior Monako i jego żona, dama Izabela Grimaldi. Był dziesiątym spośród czternaściorga dzieci i piątym synem. Jego dziadkami ze strony ojca byli senior Lucjan Grimaldi i jego żona, Joanna Grimaldi.
Jego rodzeństwo to: Ginerwa Grimaldi, po mężu Grillo (ur. 1548, zm. ?), Benedetta Grimaldi (ur. 1550, zm. ?), Klaudia (ur. 1552, zm. 1598), Karol II Grimaldi (ur. 1555, zm. 1589), Eleonora Grimaldi, po mężu Interiano (ur. 1556, zm. ?), Franciszek Grimaldi (ur. 1557, zm. 1586), Horacy Grimaldi (ur. 1558, zm. 1559), Hipolita Grimaldi (ur. 1559, zm. 1562), Fabrycy Grimaldi (ur. 1560, zm. 1569), Wirginia Grimaldi (ur. 1564, zm. ?), Aurelia Grimaldi, po mężu de Franco (ur. 1565, zm. ?), Horacy Grimaldi (ur. 1567, zm. 1620) i Jan Baptysta (ur. 1571, zm. 1572).

## Senior Monako
Herkules nie był brany pod uwagę jako przyszły władca Monako. Zarządzał markizatem Campagna w Neapolu. Po śmierci ojca 7 października 1581 tron przypadł w udziale jego najstarszemu bratu, znanemu w historii jako Karol II Grimaldi. Karol, po ośmiu latach panowania, zmarł, mając trzydzieści cztery lata i nie pozostawiając żadnego potomka. Ponieważ starsi od Herkulesa braci już nie żyli, to on został kolejnym seniorem Monako. Stało się to dnia 18 maja 1589.
Do Monako przyjechał na początku czerwca i od razu zastał bardzo trudną sytuację, zwłaszcza finansową. Hiszpanie nie wywiązali się ze zobowiązań finansowych i kasy księstwa były puste. Monakijczycy głodowali. Na dodatek panowały napięte stosunki z Sabaudią i Genuą, która nie respektowała prawa morskiego Monako. Król Hiszpanii Filip II Habsburg nie reagował na prośby Herkulesa w sprawie pomocy finansowej. Podjął tylko starania celem ochrony Monako przez Sabaudią oraz załagodzenia sporu z Genuą.
W styczniu 1599 roku Herkules został wdowcem – jego żona Maria Grimaldi zmarła podczas porodu czwartego dziecka. Po jej śmierci senior prowadził nieobyczajny tryb życia. Uwodził panny i żony mieszkańców Monako. Zwolennicy przyłączenia seniorii do Sabaudii wykorzystali ten fakt celem podburzenia mieszkańców przeciwko Herkulesowi. Ostro krytykował go notariusz Stefan Boccone, od 1603 agent sabaudzki. Boccone został aresztowany i wsadzony do więzienia. Jego wspólnicy w spisku postanowili zgładzić Herkulesa. 21 listopada 1604 w sobotę wieczorem senior szedł z jednym służącym do kobiety. Urodziła ona kilka dni wcześniej córkę Herkulesowi. Na Grand Rue, przed domem Bartolomiesa Dadino, pięciu spiskowców czekało na niego. Zasztyletowali go, a ciało wrzucili do morza. Po kilku dniach ciało zostało wyłowione. Senior został pochowany w kaplicy Św. Sebastiana w Katedrze Świętego Mikołaja. Jego następcą został niespełna siedmioletni syn Honoriusz II Grimaldi.

## Małżeństwo i rodzina
15 grudnia 1595 roku żoną Herkulesa została Maria Landi, krewna królów Portugalii i Aragonii. Ich dzieci to:
- Joanna Grimaldi, po ślubie w 1615 hrabina Trivulzio (ur. 29 września 1596, zm. grudzień 1620)
- Honoriusz II Grimaldi (ur. 24 grudnia 1597, zm. 10 stycznia 1662)
- Maria Klaudia Grimaldi (ur. 19 stycznia 1599, zm. ?), karmelitanka w Genui

Jego małżonka, dama Monako Maria zmarła podczas porodu czwartego dziecka. Herkules miał później przynajmniej jedną nieślubną córkę.